# UAZ Patriot
De UAZ Patriot (Russisch: УАЗ Патриот, op basis van gestandaardiseerde typeaanduidingen ook UAZ-3163 of УАЗ-3163) is een terreinauto van de Russische autofabrikant OeAZ uit Oeljanovsk. Afgeleide bedrijfswagenuitvoeringen worden ook op de markt gebracht als UAZ Pickup, UAZ Cargo en UAZ Profi. 

## Geschiedenis
De auto werd in 2005 onthuld op de Moscow International Motor Show en wordt sindsdien als opvolger van de UAZ Simbir verkocht in Rusland en andere Oost-Europese landen. Tussen 2012 en 2014 werd de terreinauto technisch verder ontwikkeld, een eerste uiterlijke herziening kreeg de Patriot 2014. Voor modeljaar 2017 kreeg de Patriot airbags en ESP.
Sinds 2018 wordt de UAZ Patriot ook in Nederland aangeboden. Ondanks het opnieuw ontworpen dashboard en led-dagrijverlichting is goed te zien dat de auto in de basis al ruim twee decennia meedraait, maar het is daarmee ook een van de meest authentieke en pretentieloze terreinauto's die nog nieuw te koop zijn.

## Modellen
Op basis van de Patriot worden sinds 2008 meerdere modellen met verschillende opbouw aangeboden: 
- De UAZ Patriot is het standaardmodel als vijfdeurs SUV. Hij is beschikbaar in verschillende uitrustingsvarianten.
- De UAZ Pickup is een pick-upvariant met een dubbele cabine en een gevormde laadbak in carrosseriekleur. Net als alle andere modellen is hij sinds 2017 uitsluitend beschikbaar met een 2,7 liter ZMZ-benzinemotor.
- Onder de naam UAZ Cargo of UAZ Profi wordt een pick-upmodel met een eenvoudige, rechthoekige open laadbak en dekzeil aangeboden. Alle modellen met deze namen worden alleen gebouwd met een korte cabine.
- Ook als UAZ Cargo zijn twee modellen met gesloten opbouw verkrijgbaar. De ene is een isothermopbouw voor het transport van levensmiddelen, de andere variant is een model met opbouw zonder koeling.
- De auto wordt in Rusland en Oekraïne ook gebruikt als politievoertuig en bij de grensbewaking.
- Onder de naam UAZ 3163-103 is de auto in gebruik in het Russische leger. Op basis van de Cargo-versie kunnen verschillende soorten wapens op de laadvloer worden gemonteerd, waaronder machinegeweren, granaatwerpers en ook mortieren.

## Afbeeldingen

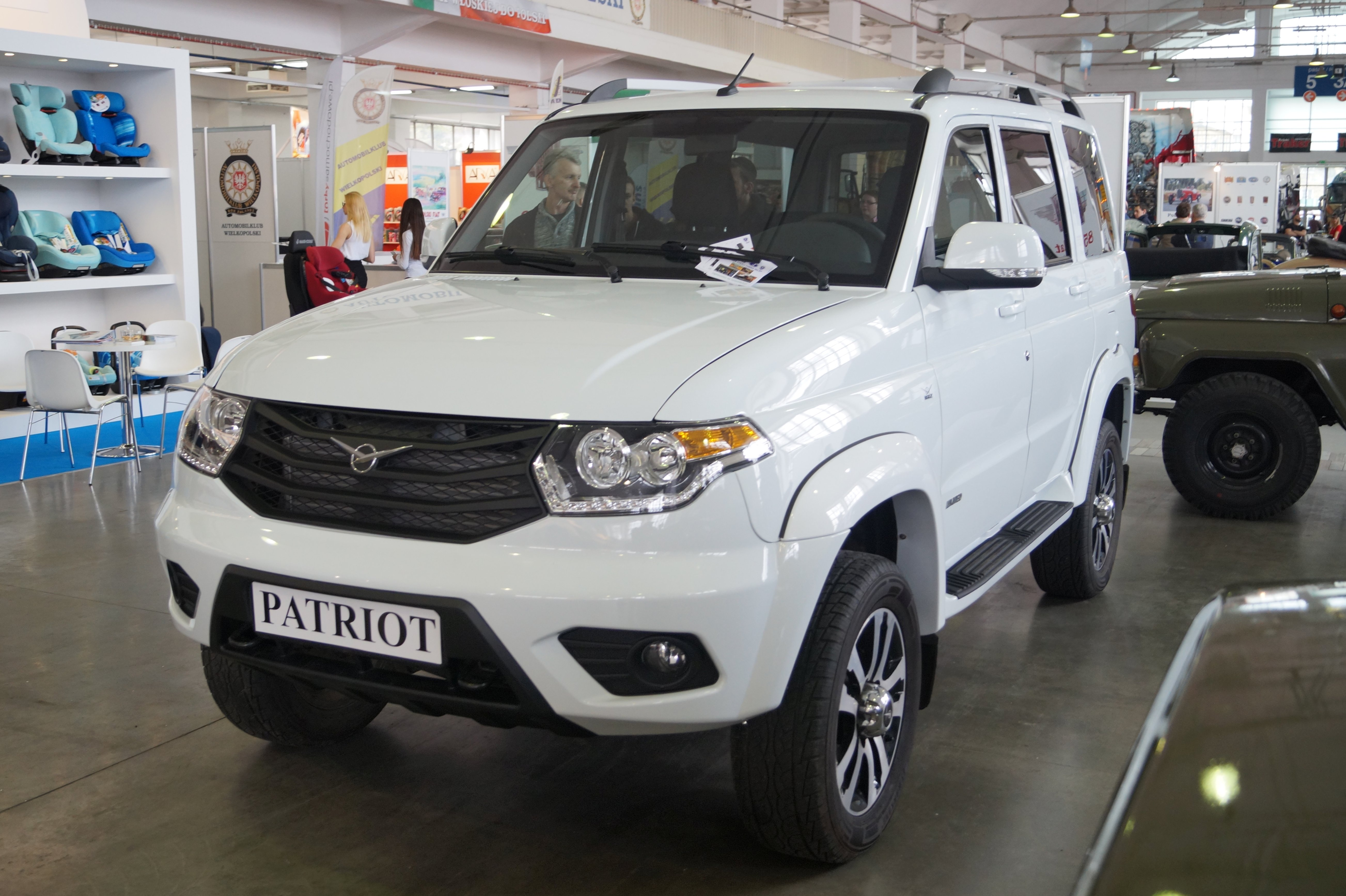
UAZ Patriot (2014-2016)
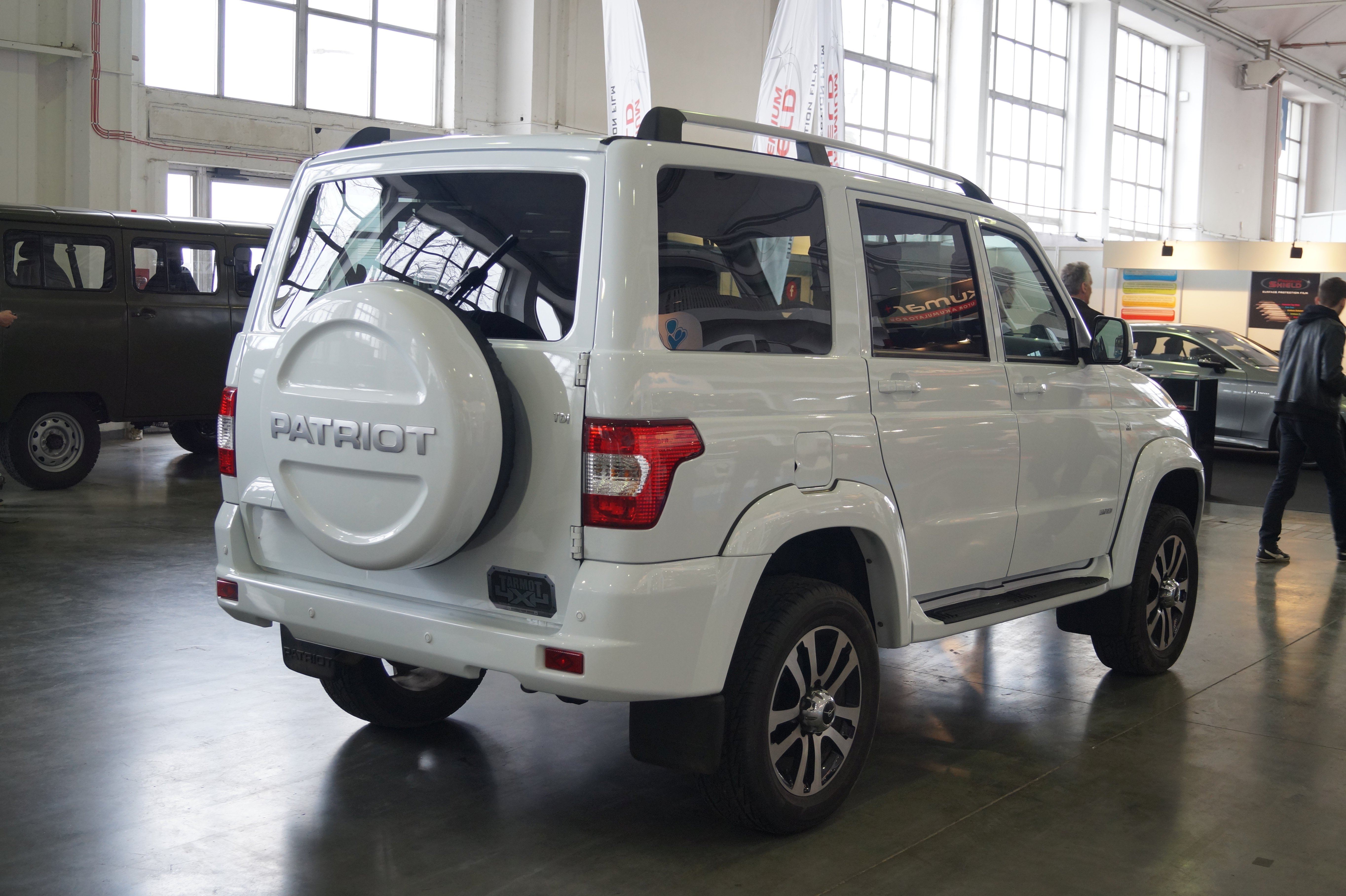
Achteraanzicht
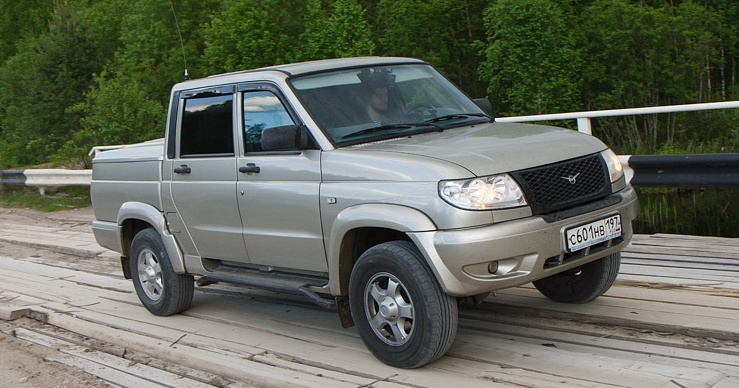
UAZ Pickup (2005-2014)
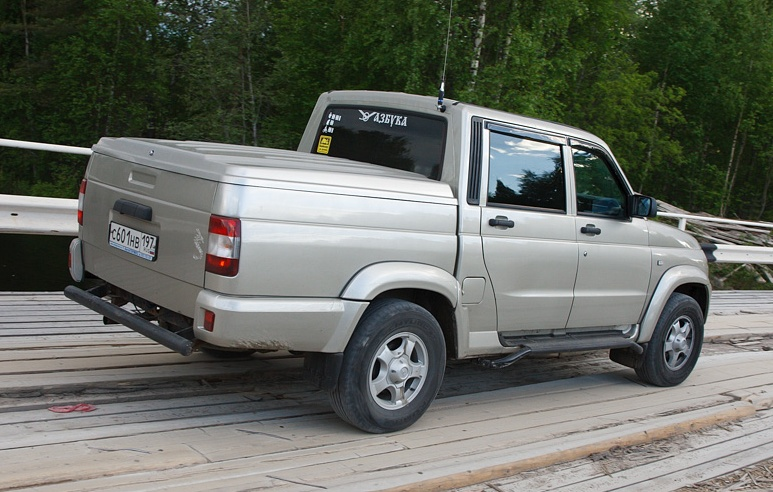
Achteraanzicht
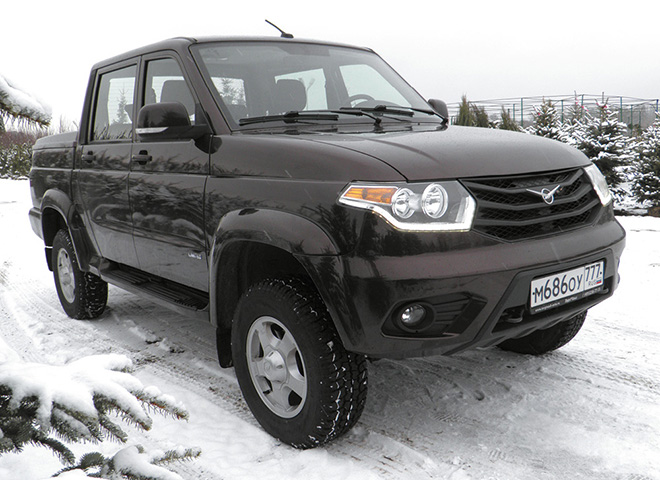
UAZ Pickup (2014-2016)
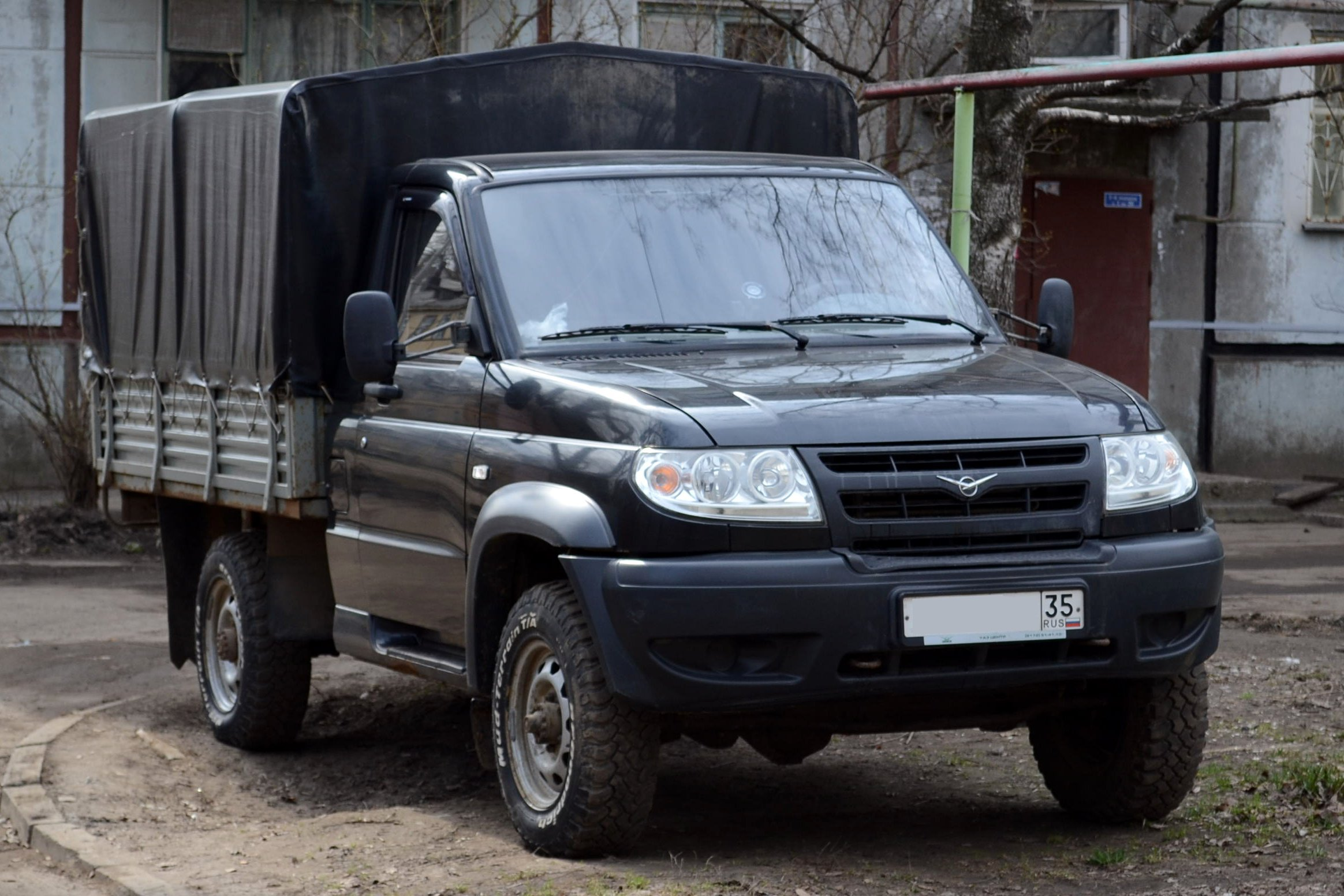
UAZ Cargo (2005-2014)
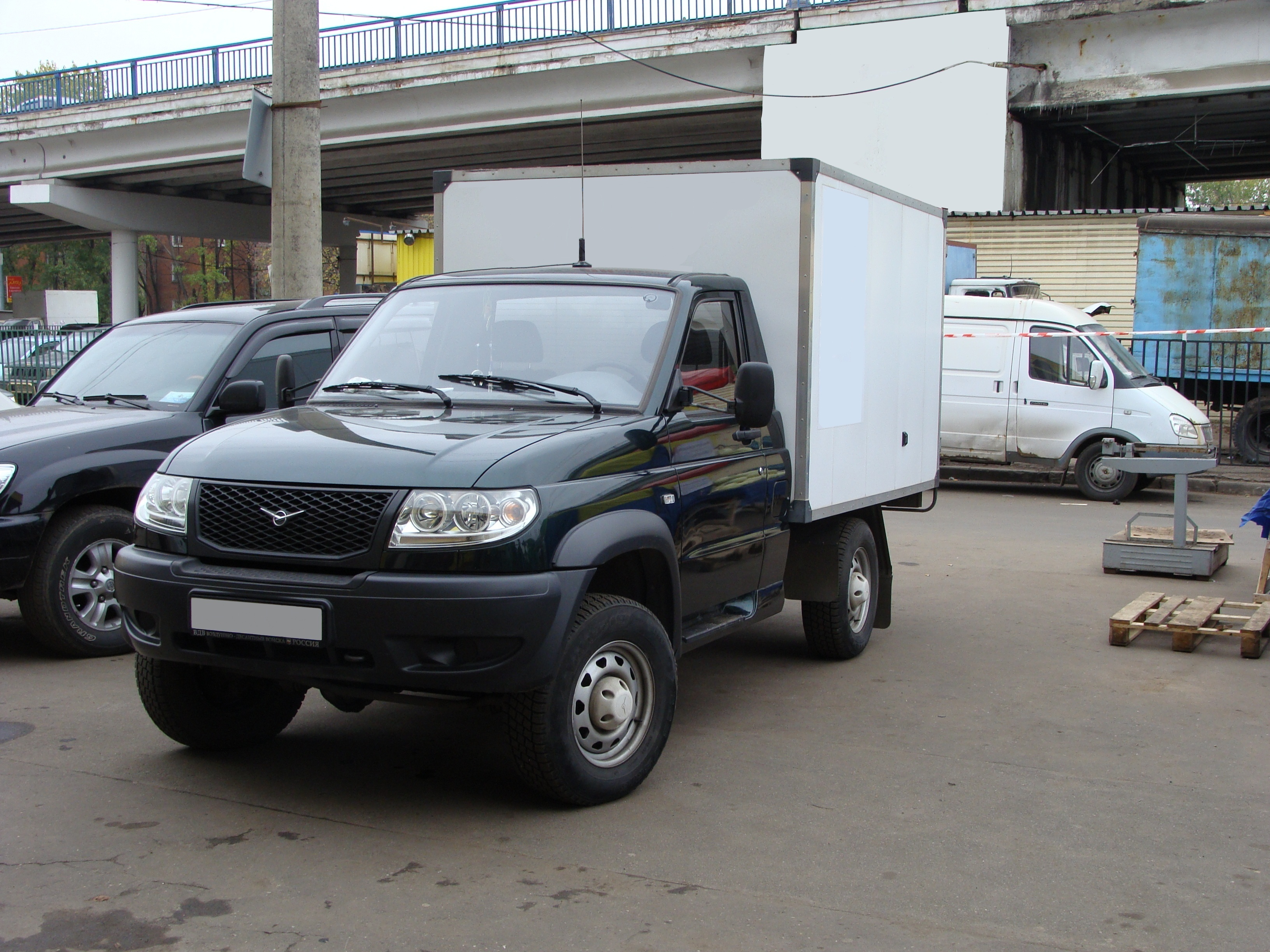
UAZ Cargo met gesloten opbouw
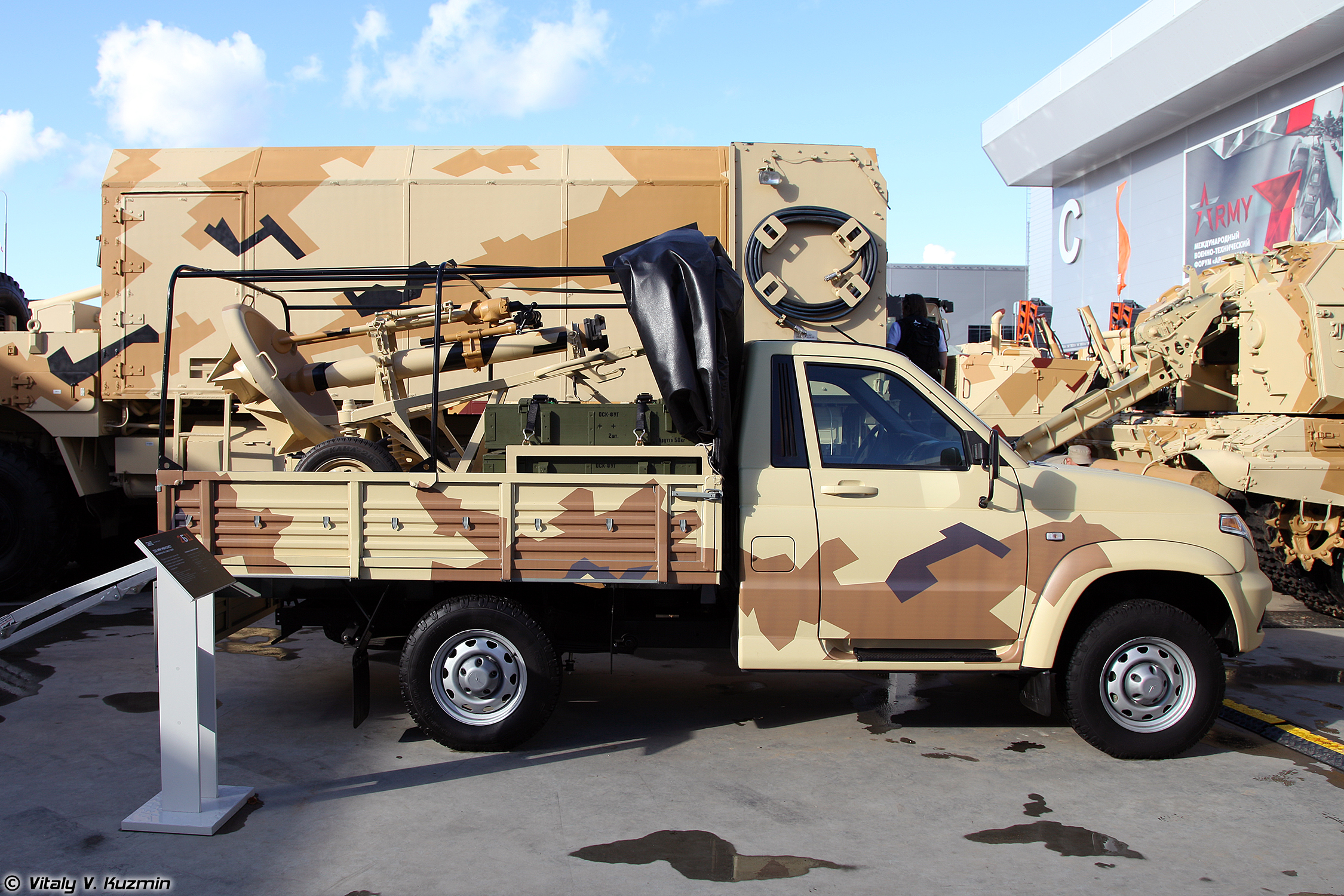
UAZ Cargo met granaatwerper voor het leger